# Breendonk
Breendonck (în neerlandeză Breendonk) este o secțiune a comunei belgiene Puurs-Sint-Amands, situată în Regiunea Flamandă, în provincia Anvers. A fost o comună de sine stătătoare până la fuziunea comunelor din 1977.

## Istorie
Satul este trist cunoscut pentru fortul său, care a servit drept lagăr de concentrare în timpul celui de-Al Doilea Război Mondial. Acesta se află, de fapt, pe teritoriul comunei vecine Willebroek.

## Demografie
- Surse: INS, 1831 până în 1947 = recensăminte[3]